# Labastide-Castel-Amouroux
Labastide-Castel-Amouroux é uma comuna francesa na região administrativa da Nova Aquitânia, no departamento Lot-et-Garonne. Estende-se por uma área de 11,84 km². Em 2010 a comuna tinha 305 habitantes (densidade: 25,8 hab./km²).